# Peter-und-Paul-Turm (Bad Reichenhall)

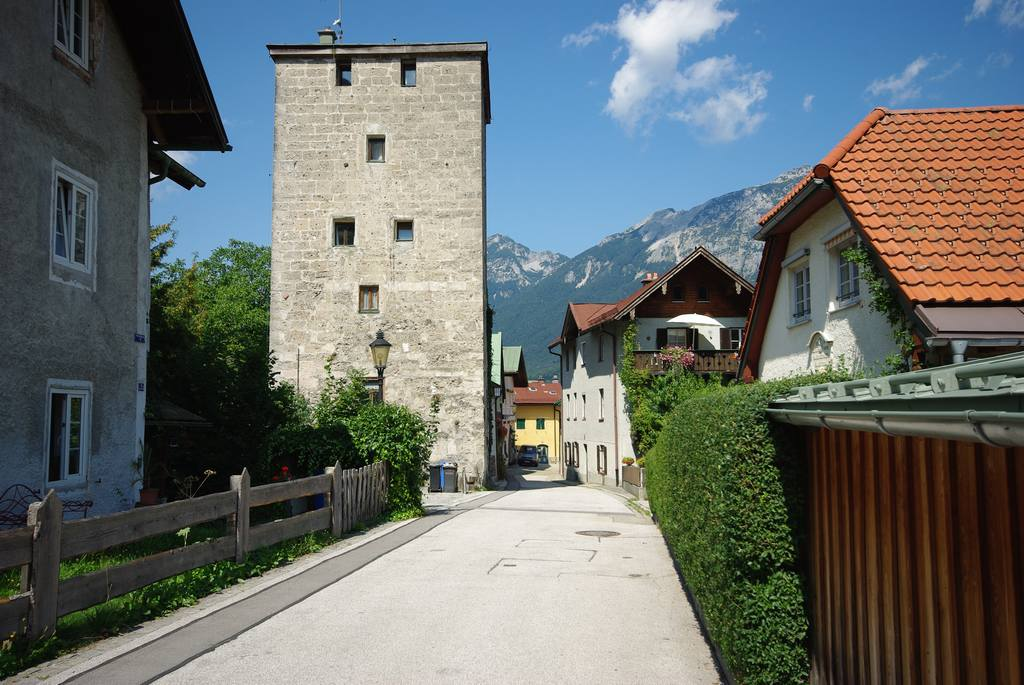
Turm mit Peter-und-Paul-Gasse

Der Peter-und-Paul-Turm (auch: Peter- und Paul-Turm, Peter- und Paulsturm) ist Teil der mittelalterlichen Stadtmauer, die ab den 1220er Jahren rund um die Stadt Bad Reichenhall zum Schutz der Solequellen errichtet wurde.
Der Turm steht unter Denkmalschutz und ist unter der Nummer D-1-72-114-21 in die Bayerische Denkmalliste eingetragen.

## Geschichte

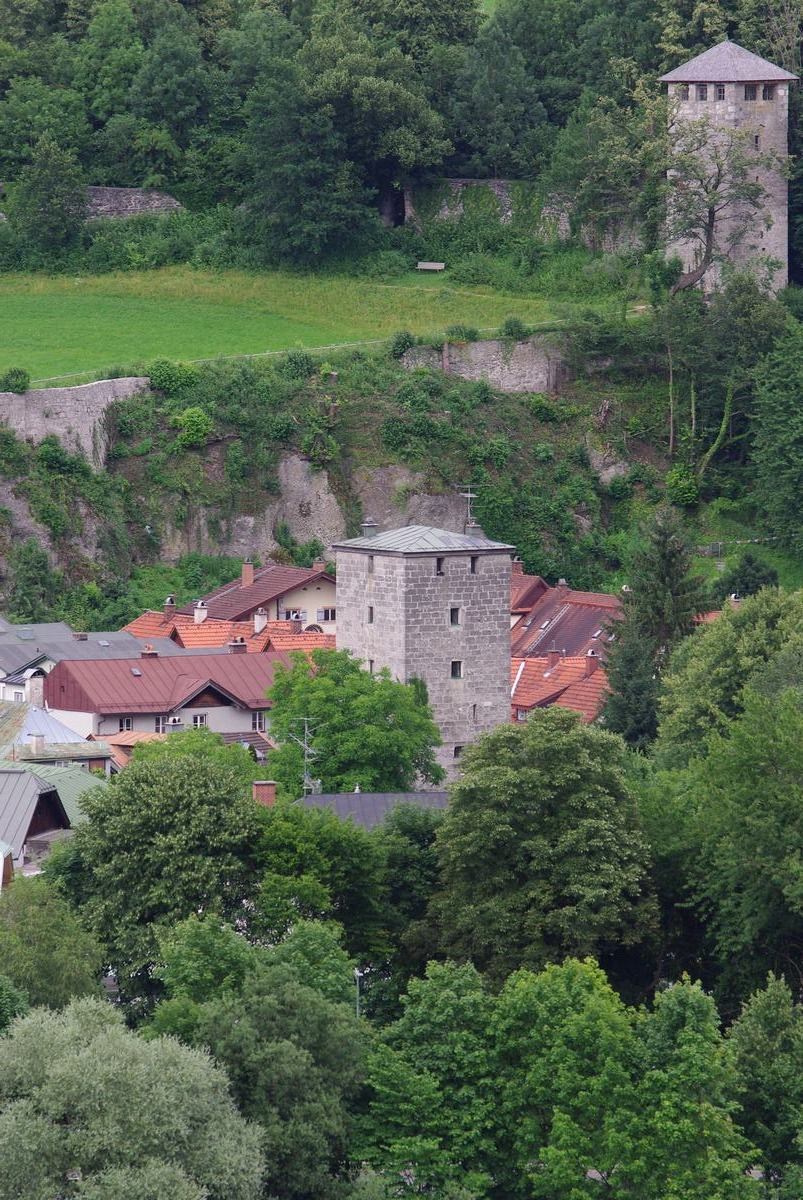
Peter-und-Paul-Turm, rechts im Hintergrund der Pulverturm

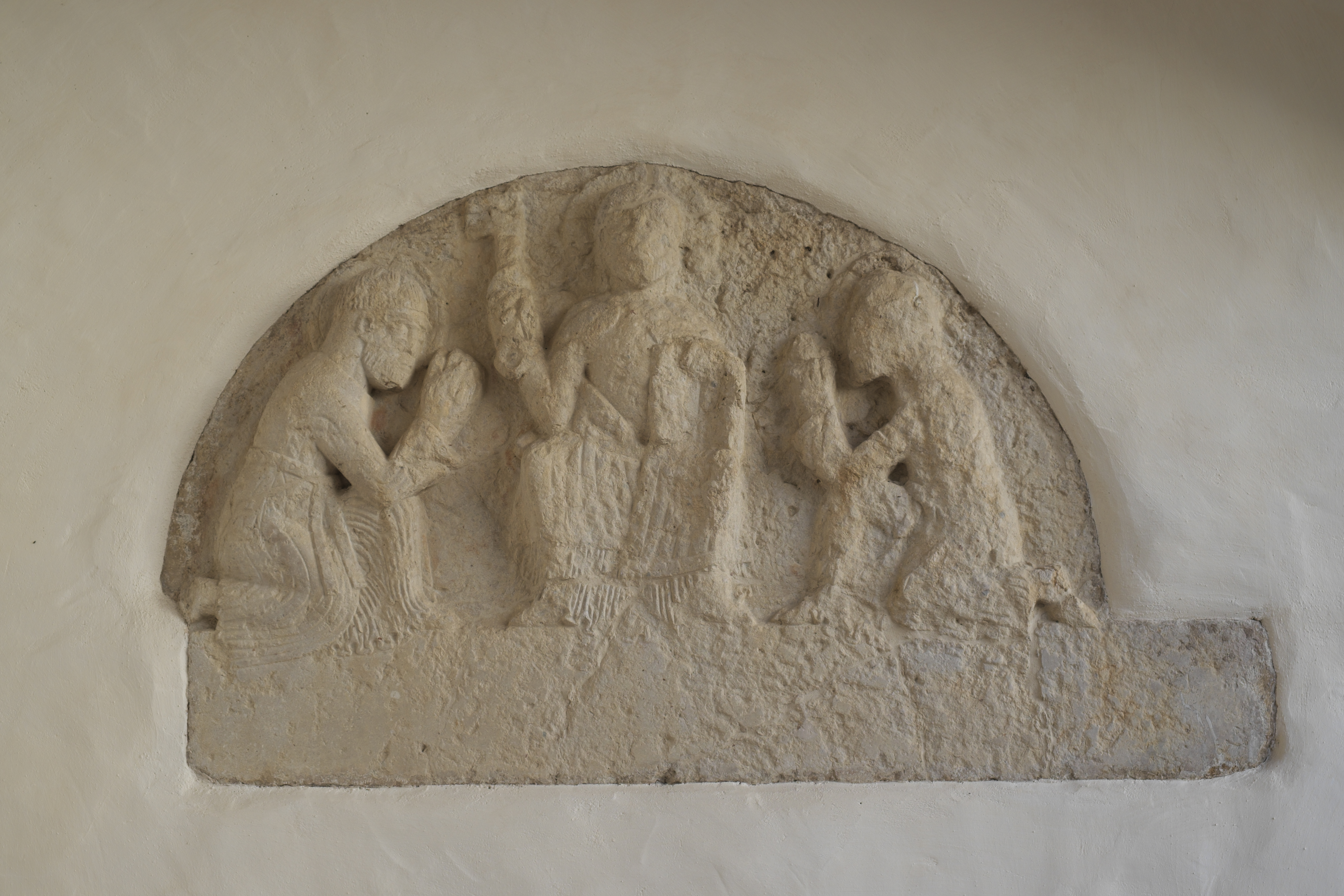
Tympanon der Kirche St. Peter im Kreuzgang von St. Zeno

Der Peter-und-Paul-Turm befindet sich am südöstlichen Ende der Bad Reichenhaller Stadtmauer unterhalb des Gruttensteins. Der Name geht auf zwei Kirchlein zurück, die sich direkt vor den Toren der Stadt befanden. Diese waren dem Hl. Petrus und dem Hl. Paulus geweiht und standen dort bis kurz nach 1800, bis sie dem Zerstörungswerk der Säkularisation zum Opfer fielen. Das Stadttor Peter-und-Paul-Thörl wurde ebenso wie die Peter-und-Paul-Gasse, an der sich der Turm heute befindet, auch nach den beiden Kirchen benannt.
Das genaue Baudatum des Turms ist unbekannt, dieser dürfte aber im 13. Jahrhundert im Zuge des Baus der Stadtmauer errichtet worden sein.
Der Peter-und-Paul-Turm ist einer von zwei noch erhaltenen Türmen der Stadtbefestigung, der Pulverturm befindet sich nur gut 100 Meter östlich oben auf dem Gruttenstein. Beide Türme sind gut erhalten, der Peter-und-Paul-Turm wird heute als Wohnhaus genutzt.